# Zimbabwe
Pour les articles homonymes, voir Zimbabwe (homonymie).
République du Zimbabwe
(ex-Rhodésie)
(sn) Nyika yeZimbabwe 
(en) Republic of Zimbabwe 
(nd) Ilizwe leZimbabwe 
Le Zimbabwe ou Zimbabwé, en forme longue la république du Zimbabwe ou république du Zimbabwé, est un pays situé en Afrique australe. Enclavé entre les fleuves Zambèze et Limpopo, le pays est entouré par l'Afrique du Sud au sud, le Botswana à l'ouest, le Mozambique à l'est et la Zambie au nord. La capitale, Harare, est située dans le nord-est et possède le statut de ville-province. Y résident 1,6 million d'habitants, 2,8 millions avec l'aire urbaine, sur les 14,2 millions que compte le pays, qui possède seize langues officielles dont principalement l'anglais, le shona et le ndébélé. La monnaie était auparavant le dollar zimbabwéen, jusqu'à son remplacement par le dollar américain et quelques autres monnaies adossées au dollar à la suite de la crise d'hyperinflation de 2009. La monnaie actuelle est l’or du Zimbabwe.
Le territoire zimbabwéen a vu s’établir, depuis le XIe siècle, plusieurs royaumes ainsi que de grandes routes de commerce et de migration. La British South Africa Company de Cecil Rhodes délimite dans les années 1890 l'actuel territoire du pays, qui devient la colonie britannique de Rhodésie du Sud en 1923.
En 1965, la minorité blanche déclare unilatéralement l'indépendance de la Rhodésie. Le pays subit cependant une situation d'isolement diplomatique, ainsi qu’une guérilla de quinze ans contre des forces nationalistes et communistes noires (ZANLA et ZIPRA), face à un régime ségrégationniste. Les conflits se terminent par des accords de paix établissant le suffrage universel, et la Rhodésie accède enfin à une indépendance internationalement reconnue le 17 avril 1980 sous le nom de Zimbabwe, d'après le nom de la cité médiévale du Grand Zimbabwe. Le pays rejoint le Commonwealth, avant d'être suspendu en 2002 pour violation du droit international par son gouvernement de l'époque, qui décide officiellement de s'en retirer en décembre 2003. Même si le pays est aujourd’hui candidat à sa réintégration, celle-ci ne semble pas d'actualité à court terme. Le pays est également membre des Nations unies, de la Communauté de développement d'Afrique australe, de l'Union africaine et du Marché commun de l'Afrique orientale et australe.
À l’indépendance de 1980, la victoire du parti ZANU-PF porte au pouvoir son chef Robert Mugabe, avec le titre de Premier ministre. Il accède à la présidence en 1987 en transformant le régime parlementaire en régime présidentiel et se maintient dès lors au pouvoir pendant trente ans, jusqu'en 2017. Sous sa dictature, l'appareil de sécurité de l'État est responsable des violations généralisées des droits de l'homme. À la suite d'une année de contestation contre le gouvernement et le déclin économique du pays, ce dernier connaît un coup d'État le 15 novembre 2017. Mugabe est mis en état d’arrestation et démissionne officiellement six jours plus tard. Emmerson Mnangagwa lui succède à la présidence du Zimbabwe.
Après une période de forte industrialisation, le pays est sur le déclin économique depuis les années 1990 et connaît plusieurs crises dont une hyperinflation. Le produit intérieur brut du Zimbabwe est estimé à 13,91 milliards de dollars américains par The World Factbook en 2015, ce qui le classe au 141e rang sur la liste des pays par PIB. Il est classé 146e sur 191 dans la liste des pays par indice de développement humain en 2021, ce qui en fait l’un des plus pauvres et des moins avancés au monde. Son taux de chômage est proche de 6 %, plus de 72 % de la population vit dans la pauvreté d'après les rapports de la Banque mondiale, 4,1 millions de personnes sont en situation d'insécurité alimentaire en 2017 d'après un rapport de l'Organisation des Nations unies pour l'alimentation et l'agriculture, l'espérance de vie est de 60 ans et la dette externe atteint 95 % du PIB. Le pays reçoit des aides du Programme alimentaire mondial.

## Géographie et environnement

### Situation et topographie
Le Zimbabwe est un pays d'Afrique australe dépourvu d'accès à la mer. Il partage ses 3 066 km de frontières avec la Zambie au nord-ouest (797 km), l'Afrique du Sud au sud (225 km), le Botswana au sud-ouest (813 km) et le Mozambique à l'est (1 231 km). Il est très proche de la Namibie mais en est séparé par une portion du territoire botswanais. Il se situe entre les 15e et 23e parallèles sud et les 25e et 34e méridiens est.
Le pays couvre une superficie totale de 390 757 km2 dont 1 % de terres immergées, chiffres qui n'ont pas évolué depuis son indépendance en 1980. Il ne comprend ni enclave à l'étranger ni possession outre-mer. Il est classé 62e dans la liste globale des pays par superficie, et 26e d'Afrique. C'est un pays de hauts plateaux. Son point culminant est le mont Inyangani situé dans les régions montagneuses de l'est et qui atteint 2 592 m, alors que son point bas se situe à 162 m d'altitude. La majeure partie du pays se situe sur un plateau central s'étirant du sud-ouest au nord-ouest où l'altitude varie entre 1 200 et 1 600 m. Environ 20 % du pays atteint moins de 900 m d'altitude.
Le lac Kariba et le fleuve Zambèze délimitent la majeure partie de la frontière avec la Zambie au nord-ouest. Les chutes Victoria, près de la ville de Victoria Falls, font partie du fleuve et sont considérées comme parmi les plus grandes et les plus impressionnantes du monde avec 1 700 m de largeur et jusqu'à 108 m de hauteur. Elles sont inscrites au patrimoine mondial de l'UNESCO depuis 1989.
Les ressources naturelles comprennent le diamant, le charbon, le chrome, l’amiante, l’or, le nickel, le cuivre, les minerais de fer, le vanadium, le lithium, l’étain et les métaux du groupe du platine.

### Climat et environnement

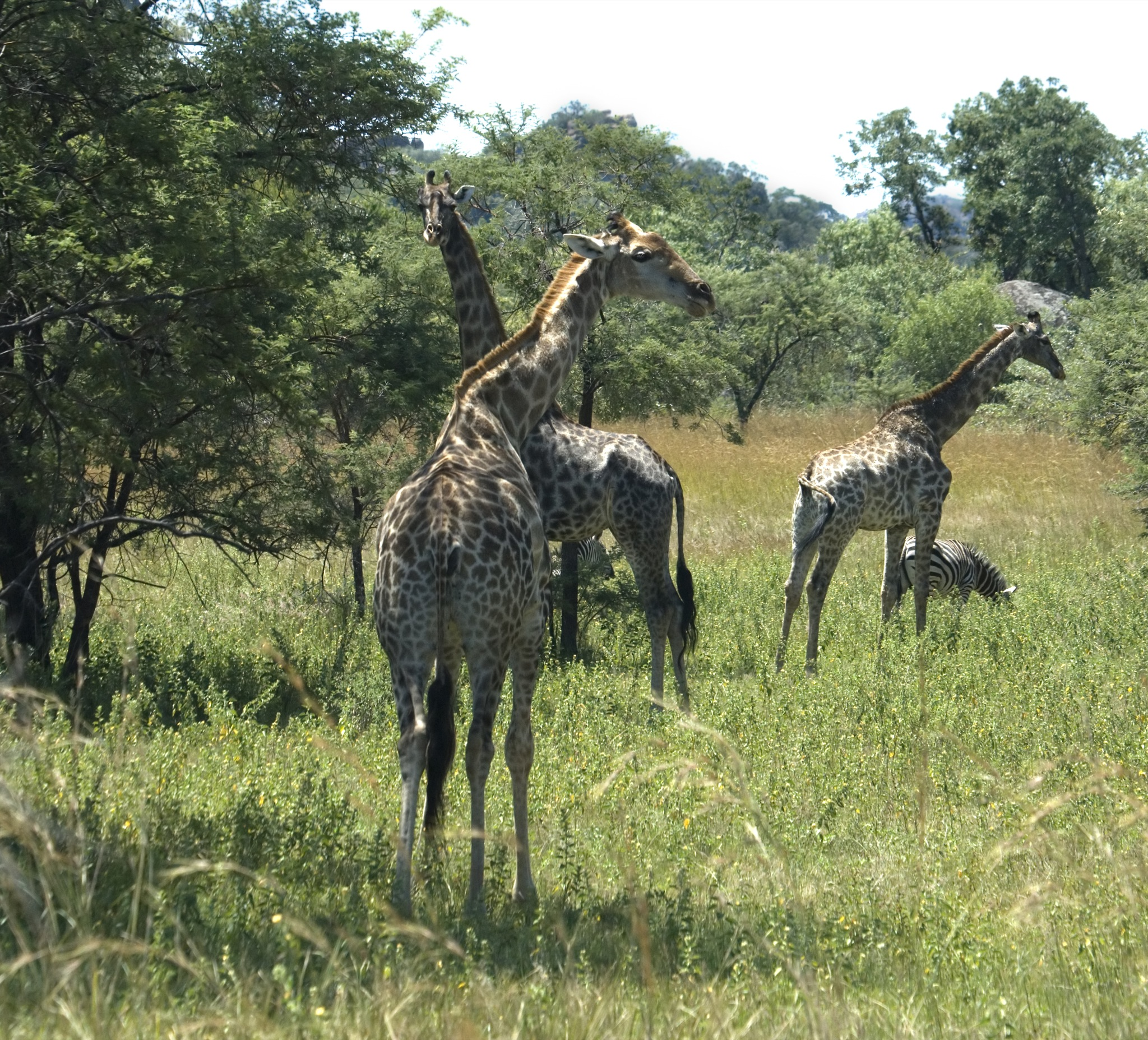
Des girafes et deux zèbres du Parc national de Matopos.

Le Zimbabwe appartient au biome des prairies, savanes et terres arbustives tropicales et subtropicales, la zone montagneuse le long de la frontière avec le Mozambique correspond au biome des prairies et terres arbustives de montagne,. Les paysages sont donc composés de savanes sèches ou arborées et de forêts tropicales sempervirentes dans les régions moites et montagneuses de l'est. De larges surfaces du Zimbabwe étaient autrefois couvertes de forêts, au sein desquelles on trouvait une vie sauvage importante. La pauvreté, la croissance démographique et le manque de combustible ont mené à une déforestation extensive qui, avec le braconnage, ont considérablement réduit le nombre de représentants de la faune et de la flore du pays. La déforestation a également mené à l'érosion des sols et à la survenue régulière de sécheresses, diminuant la fertilité des terres.
Son climat est de type tropical tempéré par l'altitude, avec une saison des pluies qui s'étend de fin octobre à mars. Le fait qu'il soit situé sur des hauts plateaux est la raison pour laquelle il bénéficie d'une température moyenne annuelle de 25 °C, relativement faible par rapport à ses voisins d'Afrique australe. Le climat le plus froid peut donner des températures entre 12 °C et 15 °C durant l'hiver austral, entre juin et septembre, mais pendant cette période, le plus souvent, sont observées des températures entre 19 °C et 21 °C, températures qui s'expliquent par l'altitude du pays (souvent supérieure à 1 000 mètres). Pendant les périodes estivales, le thermomètre ne dépasse jamais les 30 °C. Le record du mois le plus froid remonte au mois d'août 1986, pendant lequel des températures de 11 °C et 12 °C furent enregistrées. Le record de chaleur est de 31° à Bulawayo, en janvier 2008.
On trouve, parmi la flore, du teck, de l'acajou, du knobthorn, du msasa (en) et du baobab. Les fleurs les plus présentes sont l'hibiscus, le lis araignée, le leonotis, le cassia, le wisteria et le dombeya.
Le pays possède la deuxième plus grande population d'éléphants d'Afrique australe et une importante population de rhinocéros, cependant menacée par le braconnage,. La faune est aussi composée de nombreux mammifères dont l'hippopotame, le babouin, la girafe, le koudou, le zèbre, le phacochère, le porc-épic, le ratel, la loutre, le lièvre ainsi que de nombreuses autres, soit un total d'environ 350 espèces de mammifères différentes. Le plus grand des lézards, le varan, peut être trouvé dans de nombreuses rivières, au même titre que certaines espèces de crocodiles. Il y a aussi plus de 500 espèces d'oiseaux comme le turdidé, le barbican, le méropidé, le foudi, le rossignol, le bouscarle, la pintade, le coucou foliotocol, le tétra et le faisan. On compte également 131 espèces de poissons, dont la plus répandue est le poisson tigre goliath. Le Zimbabwe possède donc une riche biodiversité, car il abrite également un grand nombre d'espèces conventionnelles de la flore et de la faune africaine tropicale.

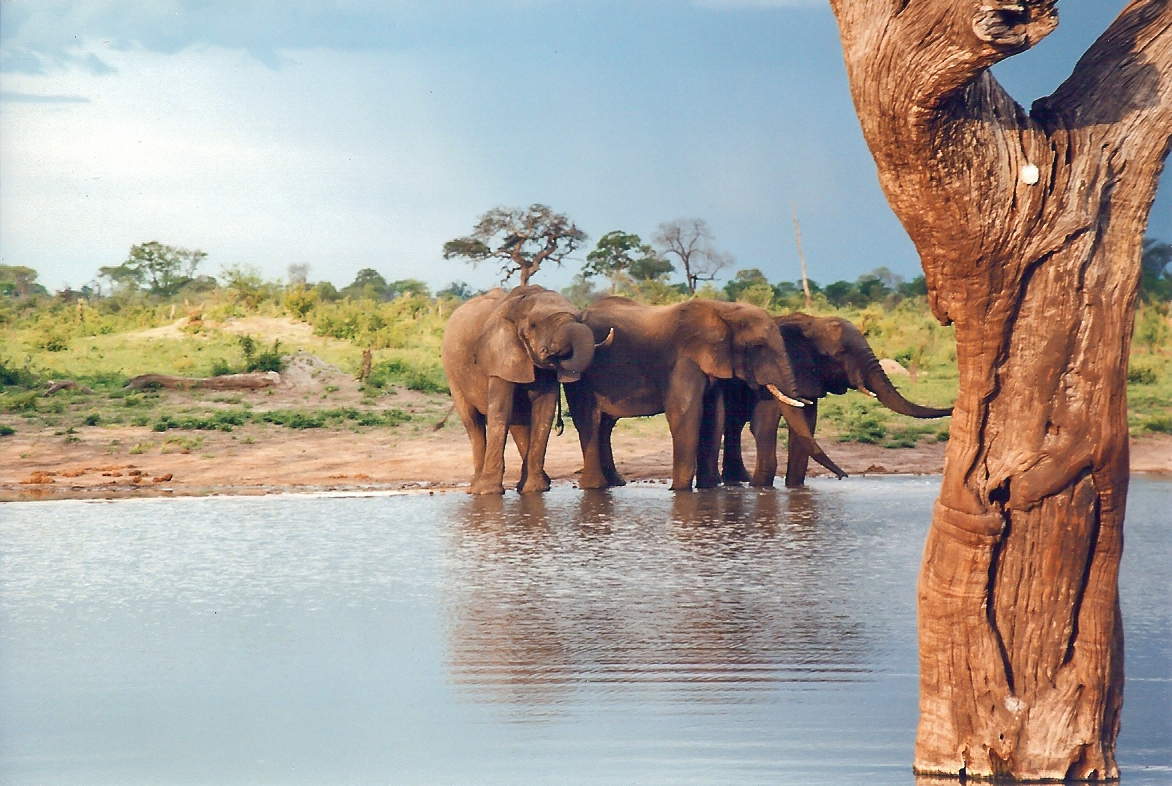
Des éléphants se rafraîchissent dans le parc national de Hwange.
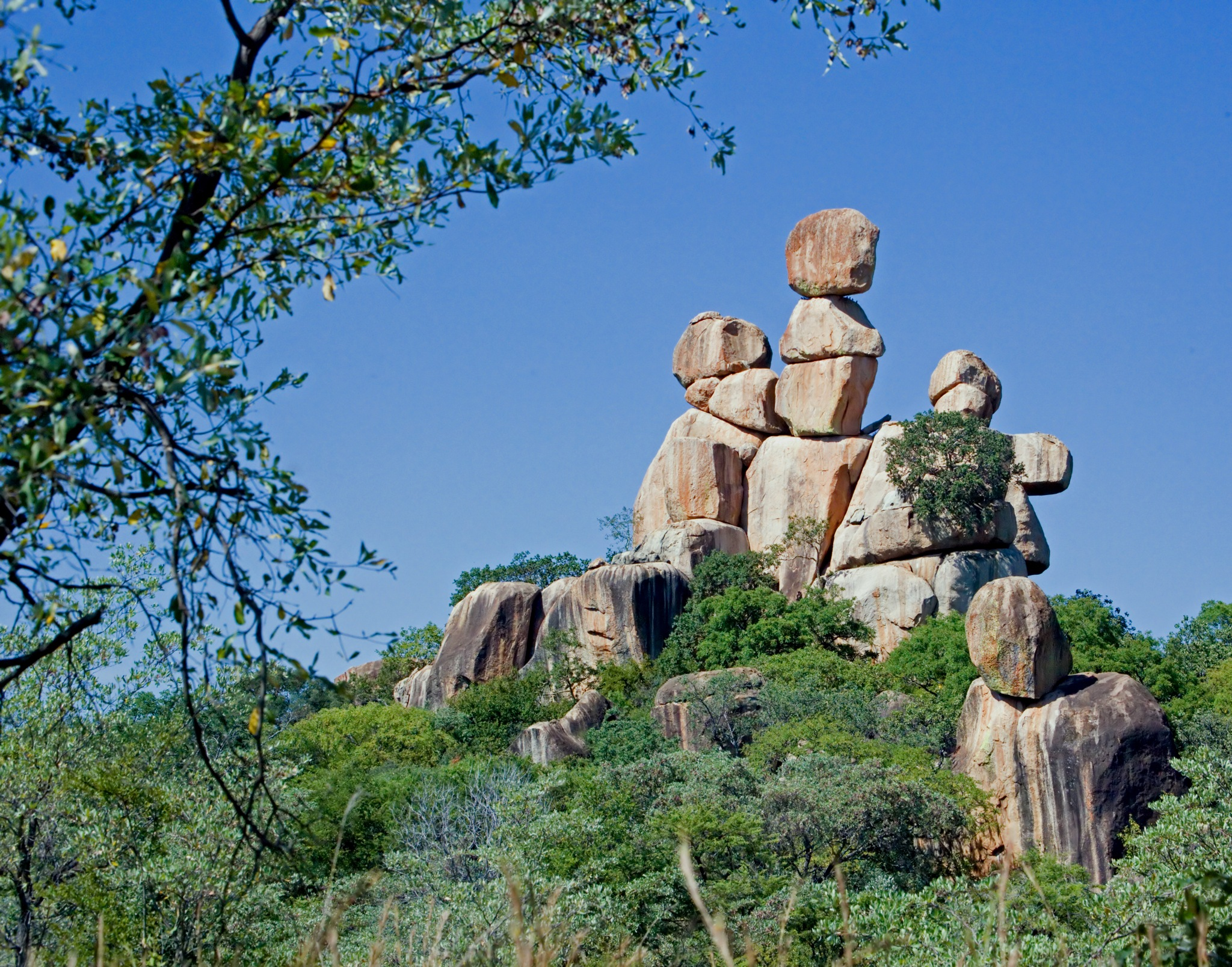
Pierres en équilibre, collines de Matobo.
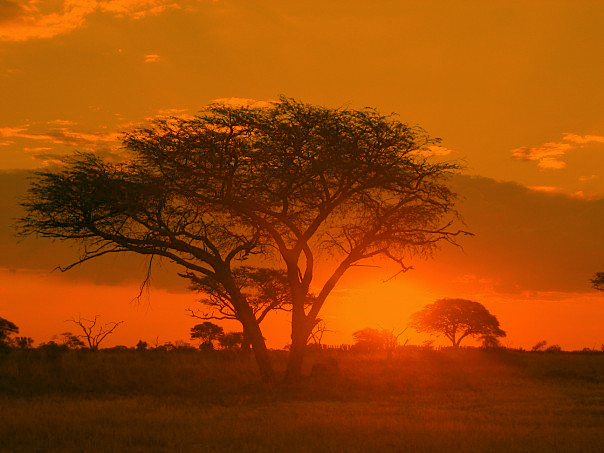
Lever de soleil sur le parc national de Matobo.
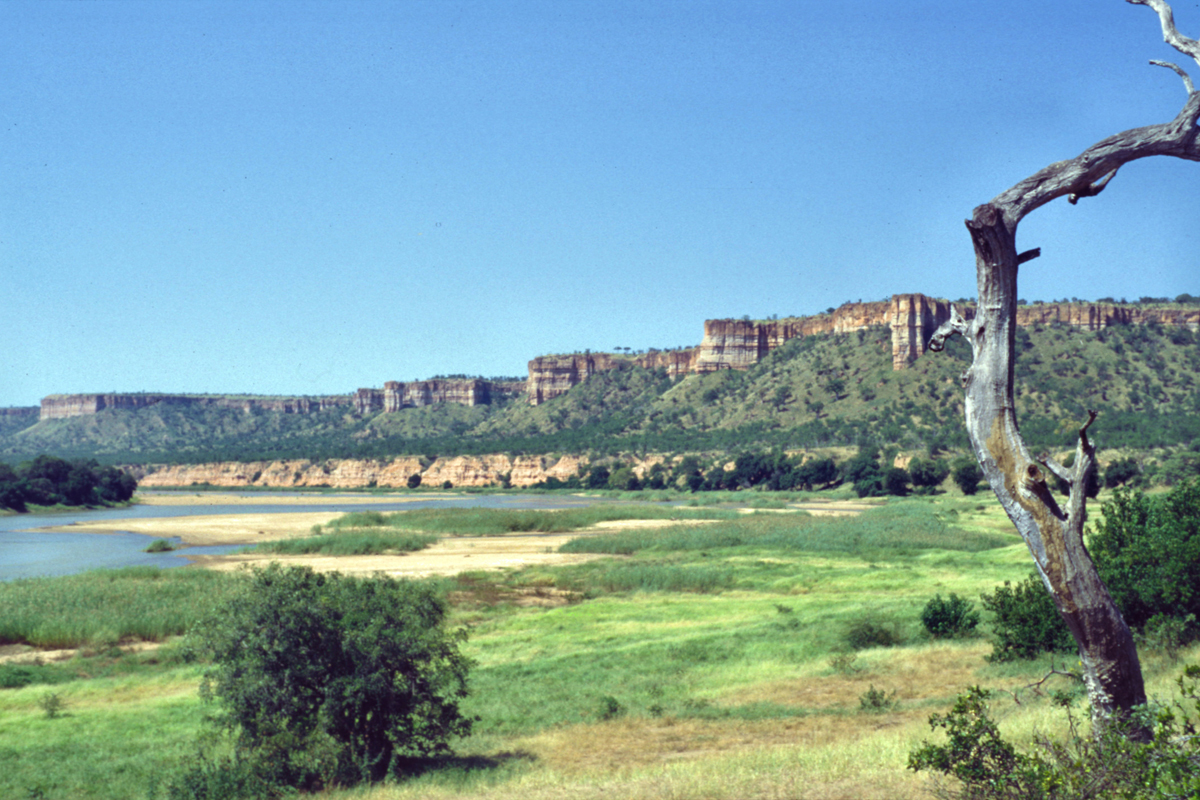
Paysage du parc national de Gonarezhou.

#### Effets du réchauffement climatique
Au Zimbabwe, la crise climatique a entraîné une chute de 5 % des précipitations au cours du siècle dernier (jusqu'en 2017). Un autre effet est une pluie plus instable à différents moments, ainsi qu'une augmentation des sécheresses et des vagues de chaleur. Certaines années, telles 2007-2008, ont été exceptionnellement pluvieuses, faisant des victimes et mettant les cultures en péril. En 2015-2016, le réchauffement climatique a entraîné une grave catastrophe due à la sécheresse.

## Toponymie
Le 18 avril 1980, lors de sa seconde et véritable accession à l'indépendance, la Rhodésie du Sud prend le nom de Zimbabwe (« Maison de pierre » en shona), , en référence à la cité du même nom.
Le nom officiel du pays en forme longue dans les différentes langues officielles est : 
- en anglais : Republic of Zimbabwe
- en shona : Nyika yeZimbabwe
- en ndébélé : Ilizwe leZimbabwe
- en chewa : Dziko la Zimbabwe
- en chibarwe : Dziko la Zimbabwe
- en kalanga : Hango yeZimbabwe
- en khoïsan : Zimbabwe Nù
- en nambya : Inyika yeZimbabwe
- en ndau : Nyika yeZimbabwe
- en tsonga : Tiko ra Zimbabwe
- en sesotho : Naha ya Zimbabwe
- en tonga : Cisi ca Zimbabwe
- en venda : Shango ḽa Zimbabwe
- en xhosa : Ilizwe lase-Zimbabwe

## Histoire

### Premiers peuples du territoire

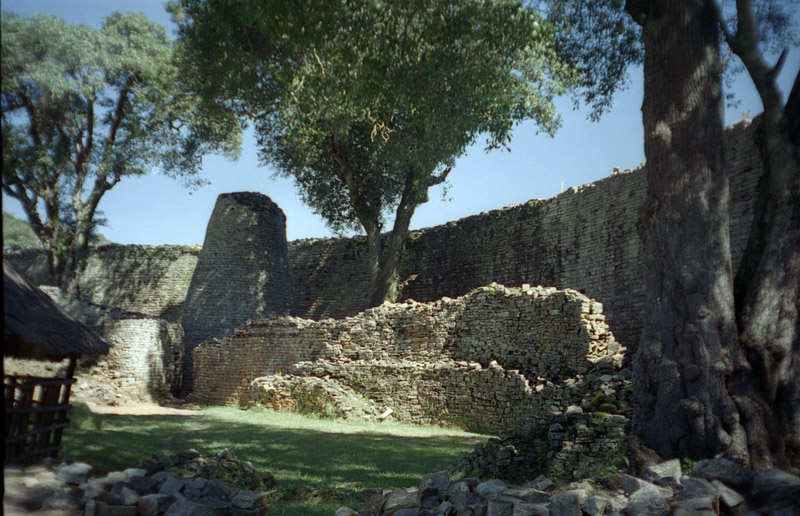
Ruines du Grand Zimbabwe.

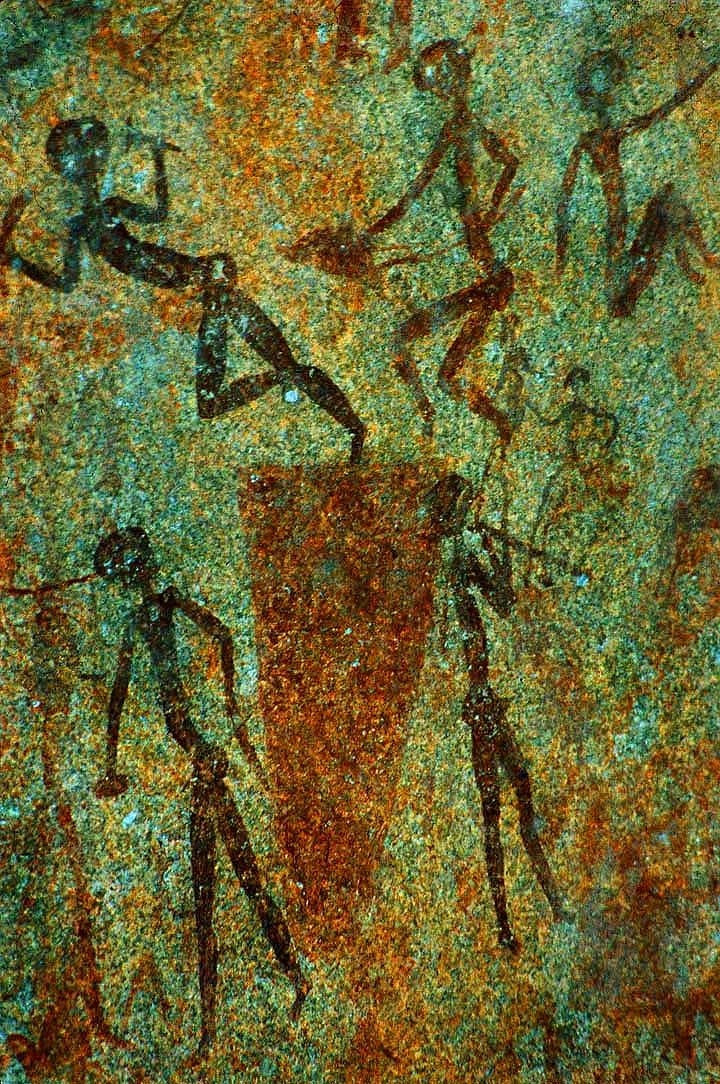
Peintures rupestres préhistoriques au Zimbabwe.

La présence des premiers habitants en Afrique australe, les San, est attestée depuis plus de 40 000 ans et ils sont donc les premiers habitants du pays. On trouve au Zimbabwe une importante concentration d'œuvres picturales préhistoriques datant de 13 000 ans avant notre ère. Plus tard, vers 500, arrivent d'Afrique centrale les artisans du fer et agriculteurs Bantous Gokomere qui s'installent sur le lieu du futur Monument national du Grand Zimbabwe, berceau du peuple des Shonas, vraisemblablement édifié entre le IXe et le XIIIe siècle. Les Bantous forcent sur cette même période la majorité de l'ethnie San, peuple nomade de l'Afrique australe, à émigrer à l'ouest ou à être réduits en esclavage.
La cité de Grand Zimbabwe accueille jusqu'à 10 000 voire 20 000 habitants et son organisation sociale est structurée autour d'une monarchie, d'une caste dirigeante et d'une armée. L'influence de la dynastie des Shonas décline durant le XVe siècle, du fait notamment de la surpopulation, cause de maladies, et de la contestation du pouvoir en place. La dynastie des Torwa (en) s'installe à Khami et fonde le royaume de Butua, successeur direct du Grand Zimbabwe, au milieu du XVe siècle. D'autres membres issus de la civilisation de Grand Zimbabwe à la tête desquels se trouve le roi Mwene Mutapa, fondent un autre État shona plus au nord : l'empire du Monomotapa. Celui-ci prospère jusqu'en 1629, date à laquelle il est battu par l'empire portugais dont il devient le vassal la même année.

### Présence portugaise
Le début du XVIe siècle voit l'arrivée des Portugais qui investissent le plateau rhodésien par la vallée du Zambèze.
En 1684, la dynastie Torwa est renversée par le clan Changamire qui fonde l’empire rozvi.
En 1690, les Portugais sont finalement expulsés par les troupes du Monomatapa. Mais le domaine de l’ancien empire est dorénavant limité à la vallée du Zambèze. Ce qui correspond à l'actuel Zimbabwe restera cependant sous influence Portugaise jusqu'aux environs de 1815, mais les Portugais seront guère nombreux, préférant se concentrer sur les côtes du Mozambique. Les Anglais évincent les Hollandais en Afrique du Sud, après 1795, et à l'époque, ils vont commencer à s'intéresser aux terres délaissées par les Portugais, au nord, dont l'actuel Zimbabwe.

### Constitution d'un royaume nédélé au nord du fleuve Limpopo
En 1840, un État militaire ndébélé (ou matabélé), dirigé par Mzilikazi du clan zoulou Xumalo, est fondé sur les décombres de l’empire rozvi. En 1852, le royaume de Mzilikazi est reconnu par la République sud-africaine.
En 1854, l’explorateur David Livingstone parvient aux chutes Victoria. Puis, en 1870-1880, les territoires shona et ndébélé sont explorés par des Européens dont Frederick Courtney Selous et Thomas Baines.
En 1885, au traité de Berlin, qui partage l'Afrique aux grandes puissances Européennes, les Portugais sont évincés de la région et cantonnés aux côtes. La région entre Zambèze et Limpopo passe sous influence Britannique.

### Colonisation britannique de la Zambézie

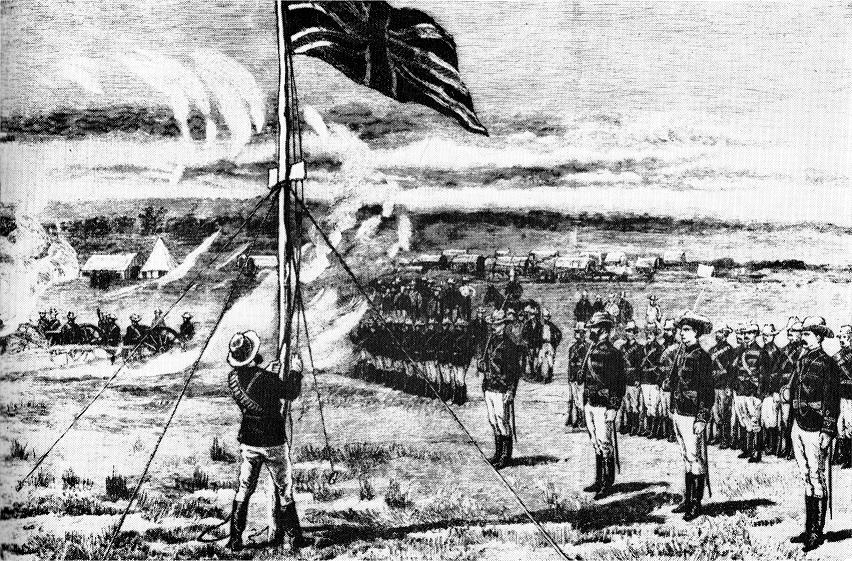
Le lieutenant Edward Tyndale-Biscoe hisse l'Union Jack sur le kopje surmontant Fort Salisbury au matin du 13 9 1890. Le jour de l'arrivée de la colonne des pionniers, le 12 9, fut, entre 1920 et 1979, un jour de fête nationale.

Le 30 octobre 1888, le roi Lobengula du Matabeleland accorde le droit exclusif d'exploiter les ressources minières de son territoire (concession Rudd) à trois représentants de l'homme d'affaires et homme politique britannique, Cecil Rhodes. L'obtention de cette concession minière permet à Cecil Rhodes de convaincre ensuite le gouvernement britannique de lui octroyer une charte royale lui permettant de créer une compagnie à charte, la British South Africa Company (BSAC), ayant le pouvoir d'annexer et d'administrer le bassin des fleuves Zambèze et Limpopo (Zambézie ) pour le compte du Royaume-Uni. Le Roi Lobengula tenta à plusieurs reprises de désavouer sa signature en avançant qu'il avait été trompé sur les termes du traité, y compris en envoyant des émissaires auprès de la reine Victoria mais ses efforts furent vains. Le 12 septembre 1890, la Colonne des pionniers, financé par Rhodes, composé d'environ 500 personnes, civils et militaires, fonde Fort Salisbury dans une prairie plate et marécageuse bordée par une abrupte colline rocheuse. Au même moment, l'Empire colonial portugais revendique le territoire dans le cadre de l'« affaire de la Carte rose », provoquant un conflit diplomatique avec Londres.
Entre 1893 éclate la Première Guerre ndébélé opposant les 750 hommes de la BSAC et ses 700 alliés twanas au 80 000 lanciers et 20 000 fusiliers de l'armée nédébélé de Lobenluga, malgré les tentatives de part et d'autres d'éviter le conflit. Les Ndébélé sont battus sur la Shangani et à Bembesi, mais anéantissent la patrouille britannique du major Allan Wilson sur la Shangani. Néanmoins, Lobengula est vaincu et meurt de la variole en 1894. Peu après sa mort, les izinDuna (conseillers du roi) décident de déposer les armes et de se soumettre à la BSAC.

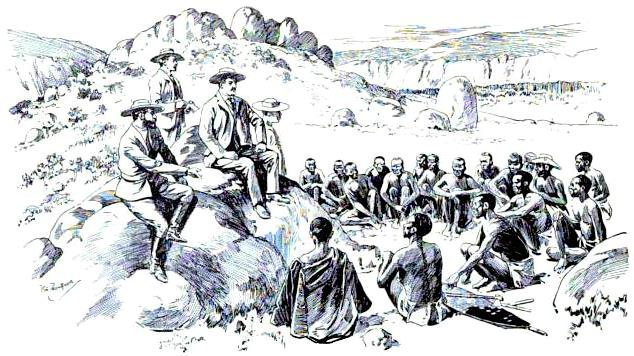
Les négociations d'armistice entre Cecil Rhodes et les chefs Ndébélés le 21 août 1896 dans les collines de Matopos.

En 1895, le territoire est officiellement baptisé « Rhodésie » en l’honneur de Cecil Rhodes.
En mars 1896, une nouvelle rébellion marque le début de la seconde guerre ndébélé contre la BSAC et à un conflit généralisé avec les Shonas. Des mois s'écoulent avant que les forces britanniques soient suffisamment fortes pour lever les sièges de ses villes et défendre les principales zones de peuplement. Cecil Rhodes en personne se rend, désarmé, dans le bastion des Ndébélé et persuade finalement les guerriers de déposer leurs armes (juillet 1896). Au Mashonaland, le conflit dure jusqu'en octobre 1897. Le territoire n'est cependant pas totalement pacifié, et des troubles sporadiques et des guérillas limitées persistent jusqu'en 1903.

### Contrôle britannique de la Rhodésie du Sud

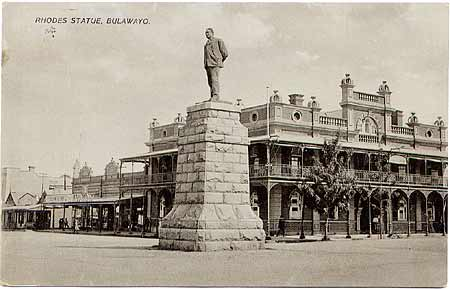
Statue de Cecil Rhodes en 1925 au centre de Bulawayo la deuxième ville du pays.

En 1901, une division administrative est créée entre les territoires du nord du Zambèze, baptisés Rhodésie du Nord, et ceux au sud, baptisés Rhodésie du Sud. En 1912, la Rhodésie du Sud, qui attire l'essentiel des colons et des investissements, devient rentable pour les actionnaires tandis que la Rhodésie du Nord continue de faire perdre des millions de livres à la BSAC. En 1914, la charte de la BSAC est renouvelée pour dix ans avec une clause réservée prévoyant l’autonomie des territoires avant la fin de la décennie. Durant les trois décennies de l'administration de la BSAC, des villes, des voies ferrées, des lignes télégraphiques et des routes sont construites. Des mines d’or, d’amiante, de charbon et de chrome sont mises en exploitation alors que, tout comme l’élevage bovin, l’agriculture (tabac, céréales) se développent. Des lignes indépendantes relient Bulawayo et Salisbury (Harare) à Beira au Mozambique mais toutes les terres proches des voies ferrées sont accaparées par les colons, reléguant les Africains dans des zones sans réels débouchés. Les Shonas et les Ndébélés ne profitent que très peu de cette expansion économique et industrielle et continuent à vivre selon une économie traditionnelle. Cependant, les colons, trop peu nombreux, sont tributaires de leur force de travail et vont obliger ces tribus à travailler pour eux (Masters and Servants Act du 29 novembre 1901).

Drapeau RdS 1923–1953.

En 1922, après de violentes querelles entre les colons et la BSAC, les Blancs de Rhodésie du Sud réclament leur émancipation et l’autonomie politique. Consultés par référendum, ils écartent le rattachement à l’Afrique du Sud. L'importance en proportion de la participation rhodésienne à la première guerre mondiale contribue à ce que le Royaume-Uni leur octroi un gouvernement responsable en 1923 tandis que, l'année suivante, la Rhodésie du Nord et le Nyassaland deviennent des colonies directement administrées par le Colonial Office, mettant définitivement fin à l’administration de la BSAC.
Bien que la colonie est officiellement non raciale, le droit de vote se fonde sur la citoyenneté britannique et sur des critères financiers et éducatifs qui sont les mêmes pour tous les résidents quelle que soit la couleur de peau, mais en pratique très peu de noirs peuvent les remplir. Par conséquent, les électeurs et les parlementaires sont en très grande majorité blancs même s'ils ne représentent jamais plus de 5 % de la population totale. En 1927, la Rhodésie du Sud compte 38 200 Blancs pour 922 000 Noirs. À titre de comparaison, il y a 4 000 Blancs pour un million de Noirs en Rhodésie du Nord et 1 700 Blancs au Nyassaland pour 1 350 000 Noirs.

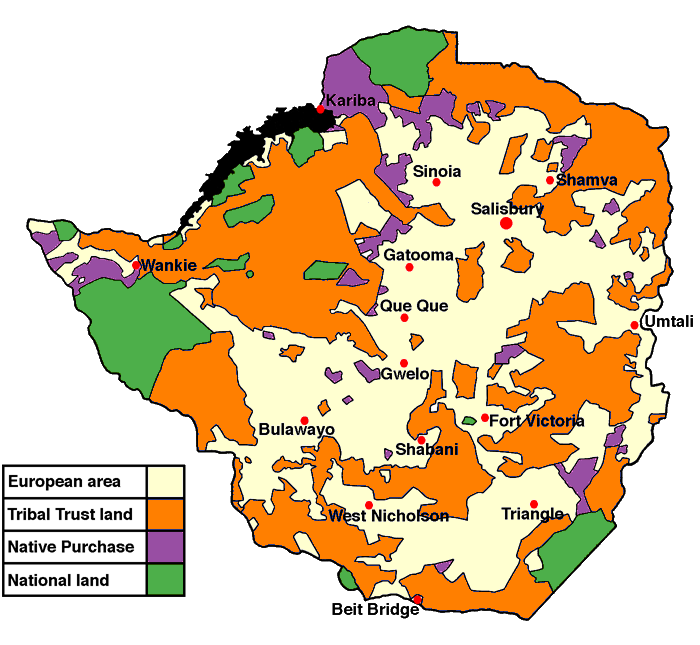
Répartition géographique de la Rhodésie par groupe de population, distinguant les zones européennes, les zones tribales, les terres indigènes et les parcs nationaux (1965).

Dans les années 1930, un régime ségrégationniste est officiellement instauré avec la Loi de répartition des terres (Land Apportionnement Act) alors qu’en 1934, une loi établit une législation sociale ségrégationniste, interdisant aux Noirs l’accès à certaines professions ou l’implantation dans des zones déclarées blanches. Ainsi, le territoire se retrouve divisé entre zone blanche, les réserves, les fonds d’achat indigène, les terres des missions et les terres de la couronne. Au total, la superficie allouée aux Noirs est sensiblement égale à celles des Blancs mais ces derniers sont dix fois moins nombreux que les Africains. Par ailleurs, les meilleurs sols et les terres en bordure des voies de communication sont situées en zone blanche. L’opposition africaine à cette politique ségrégationniste se constitue mais reste peu organisée et cantonnée à une petite classe moyenne.
Au lendemain de la Seconde Guerre mondiale, le nombre de Blancs est de 80 500 colons pour 1 640 000 Africains. Au début des années 1950, la Rhodésie du Sud compte plus de deux millions d’habitants dont 200 000 Blancs (soit précisément un Blanc pour 13 Noirs).
En 1953, le gouvernement britannique décide d’expérimenter une union administrative et économique de ses colonies d’Afrique centrale en les regroupant sous le contrôle d’un gouvernement fédéral. Cette Fédération de Rhodésie et du Nyassaland (ou Fédération d’Afrique centrale) qui voit le jour regroupe la Rhodésie du Sud, la Rhodésie du Nord et le Nyassaland. Son objectif est d’assainir l’économie des deux Rhodésies alors que le Nyassaland doit servir de réserve de main-d'œuvre utile à l’industrialisation de la région. L’association raciale envisagée au sein d’un État officiellement multiracial est de permettre de sauvegarder les intérêts de l’Empire colonial britannique et être un exemple politique et économique pour d’autres États en proie à des révoltes nationalistes comme le Kenya. La Fédération prend cependant fin dix ans plus tard sur un constat d'échec, miné par les revendications d'indépendance des nationalistes noirs et par l'objectif des nationalistes blancs de Rhodésie du Sud de préserver leur domination politique et économique.

### Indépendance unilatérale de la Rhodésie

Drapeau de la Rhodésie indépendante

La réticence de la Grande-Bretagne à faire des compromis sur le principe du suffrage universel et l'hostilité des nationalistes noirs aux revendications des rhodésiens blancs mène à la dislocation de la fédération (1963). La Rhodésie du Nord, rebaptisée Zambie, et le Nyassaland, rebaptisé Malawi, déclarent leur indépendance. En Rhodésie du Sud, le 11 novembre 1965, le premier ministre Ian Smith à la tête du front rhodésien proclame unilatéralement la déclaration d’indépendance (UDI) de la Rhodésie. Si le pays bénéficie alors du soutien non officiel de l'Afrique du Sud voisine et du Portugal, qui possède alors le Mozambique et de quelques autres Etats, elle n'obtient la reconnaissance diplomatique d'aucun pays et fait l'objet de sanctions internationales.

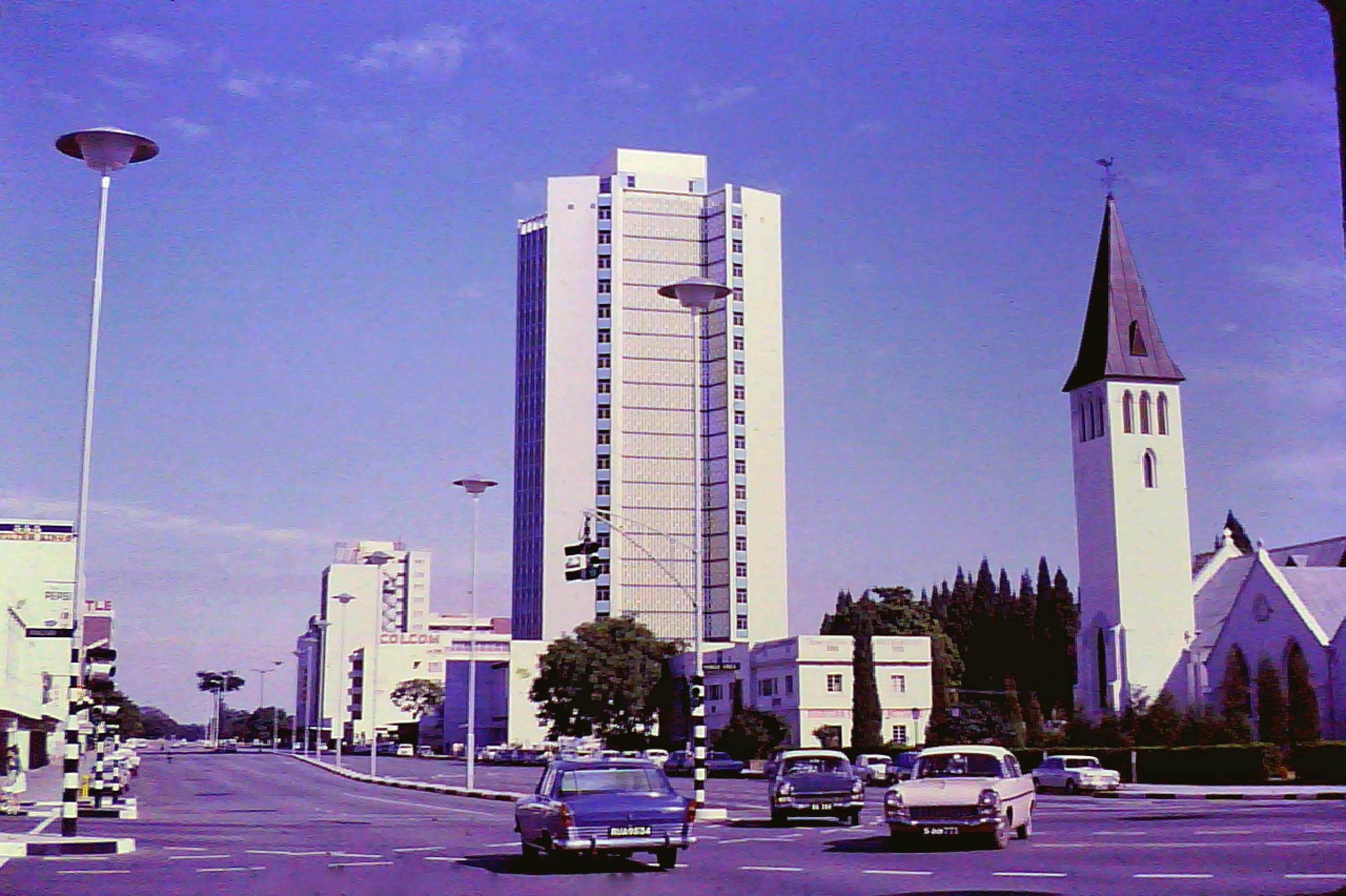
L'avenue Jameson à Salisbury dans les années 1970.

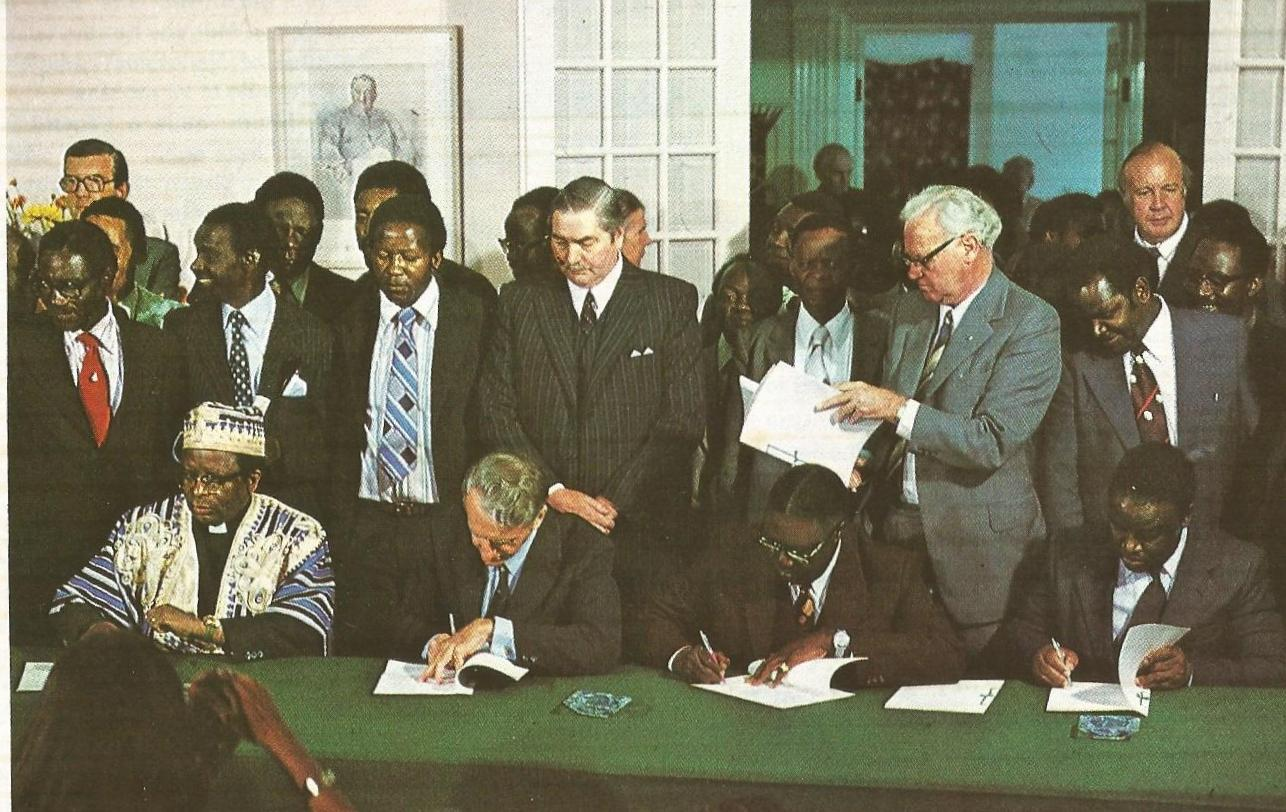
Accords internes de Salisbury en 1978 entre Ian Smith et les dirigeants noirs modérés dont Abel Muzorewa

Parallèlement, une guérilla se développe dans le pays mené par l'Armée nationale africaine de libération du Zimbabwe (ZANLA), la branche militaire de l'Union nationale africaine du Zimbabwe (ZANU) de Robert Mugabe et par l'Armée populaire révolutionnaire du Zimbabwe (ZIPRA) de l'Union du peuple africain du Zimbabwe (ZAPU) de Joshua Nkomo.
En 1970, la république de Rhodésie est proclamée tandis que la nouvelle constitution rhodésienne accorde huit sièges aux « non-européens » et huit autres aux chefs de tribu sur les 66 sièges du parlement. À partir de 1972, la guerre du bush s'intensifie. Les premières négociations pour arriver à une issue pacifique du conflit s'engage en 1975 à Victoria Falls mais échouent.
Un règlement interne est cependant signé en 1978 par Smith et les dirigeants noirs modédés tels qu'Abel Muzorewa, qui débouche sur les premières élections au suffrage universel en avril 1979, à la fin du gouvernement de minorité blanche de la Rhodésie, rebaptisée Zimbabwe-Rhodésie dirigé par Muzorewa à la tête d'un gouvernement multiracial à majorité noire. Cependant, ce nouvel ordre politique n'obtint aucune reconnaissance internationale, faute notamment de participation de la ZANU et de la ZAPU aux négociations et aux élections.

Drapeau de Zimbabwe-Rhodésie

Le 12 décembre 1979, le Zimbabwe-Rhodésie est réintégré au Royaume-Uni avant que les accords de Lancaster House, signés par tous les protagonistes au conflit le 21 décembre 1979, mettent fin à la guerre et organisent constitutionnellement l'avenir de la Rhodésie et les conditions de mise en œuvre d'une réforme agraire. Craignant une fuite massive des capitaux, la ZANU de Mugabe notamment accepte d'introduire dans la Constitution un article protégeant la propriété privée, notamment foncière, ainsi qu'une clause interdisant toute modification de la loi fondamentale pour une période d'au moins sept ans, ce qui permet de rassurer les milieux économiques.
Le cessez-le-feu entre en vigueur le 28 décembre 1979 sous le contrôle de 1 200 hommes du contingent du Commonwealth. Après une courte campagne électorale, marquée par un climat de violence et d'intimidation, l'Union nationale africaine du Zimbabwe (ZANU) remporte haut la main en mars 1980 la majorité absolue des 80 sièges de députés à la nouvelle assemblée législative alors que le parti de Murozewa est laminé tandis que le front rhodésien remporte les 20 sièges destinés au seul électorat de la communauté blanche. Le soir de sa victoire, Robert Mugabe entend rassurer la population blanche lors d'un discours axé sur l'apaisement et la réconciliation.

### Ère Mugabe (1980-2017)

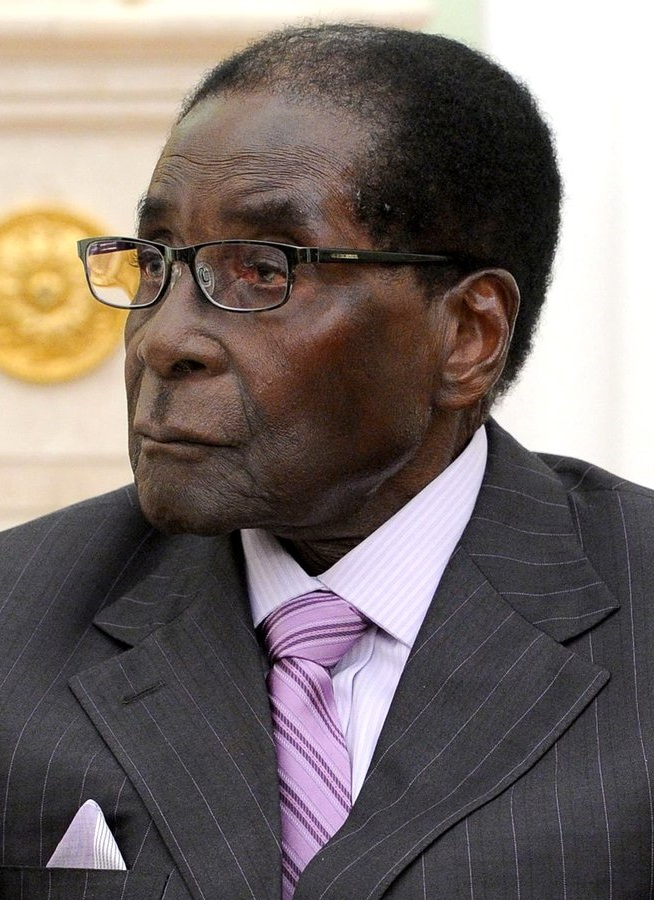
Robert Mugabe, président du Zimbabwe de 1987 à novembre 2017.

Le 18 avril 1980, quinze ans après la déclaration unilatérale d’indépendance de Ian Smith, la Rhodésie cesse d'exister et Robert Mugabe devient le premier Premier ministre du nouvel État indépendant du Zimbabwe, une indépendance cette fois reconnue par les Britanniques et la Communauté internationale. Le pays rejoint alors le Commonwealth.
Dans le cadre de sa politique de réconciliation, Robert Mugabe reconduit les chefs des services de renseignements de l'ancien gouvernement rhodésien, et nomme deux ministres blancs.
Entre 1980 et 1983, une véritable « guerre civile » oppose les deux mouvements nationalistes noirs ZANU (Shonas) et ZAPU (Matabélés et Ndébélés) et ensanglante le matabeleland. Entre 1983 et 1987, des milliers de civils ndébélés sont tués par l'armée zimbabwéeen (Gukurahundi)
Le gouvernement mise sur l'éducation et la santé, secteurs dont les Noirs avaient été presque entièrement privés durant l'époque rhodésienne. En 1992, une étude de la Banque mondiale indique que plus de 500 centres de santé ont été construits depuis 1980. Le pourcentage d'enfants vaccinés passe de 25 % en 1980 à 67 % en 1988 et l'espérance de vie passe de 55 à 59 ans. Le taux de scolarisation augmente de 232 % une année après que l'enseignement primaire ait été rendu gratuit et les effectifs de l'enseignement secondaire augmentent de 33 % en deux ans. Ces politiques sociales entraînent néanmoins une augmentation du taux d'endettement.
Plusieurs lois sont adoptées dans les années 1980 pour tenter de diminuer les écarts salariaux. Les écarts sont toutefois restés considérables. En 1988, la loi donne aux femmes, au moins en théorie, des droits identiques à ceux des hommes. Elles ne pouvaient auparavant prendre que peu d'initiatives personnelles sans le consentement de leur père ou de leur mari.
En 1987, après une modification de la constitution, Robert Mugabe devient le président du Zimbabwe au 31 décembre. Dans les années 1990, plusieurs événements accentuent l’autoritarisme du régime et la situation économique se détériore significativement sous le poids des sanctions internationales, conduisant le régime à accepter une politique de « réajustement structurel » préconisée par les institutions financières internationales. Cette politique prend la forme d'une sévère cure d'austérité : sous la contrainte, le gouvernement réduit drastiquement la dépense publique et des dizaines de milliers de fonctionnaires perdent leur emploi. Ces réformes impopulaires génèrent un vent de colère dans les villes du pays gagnées par le chômage.
En février 2000, les occupations de terres par des paysans noirs et d'anciens combattants de la guerre d’indépendance se multiplient. Quelque 4 000 propriétaires possèdent alors plus d'un tiers des terres cultivables dans les zones les plus fertiles, sous forme de grandes exploitations commerciales, tandis que plus de 700 000 familles paysannes noires se partagent le reste sur des « terres communales » beaucoup moins propices à la culture. Les propriétaires blancs avaient continué de s'enrichir pendant les vingt années ayant suivi la chute du régime ségrégationniste, attisant le ressentiment d'une partie de la population noire dans un contexte de crise économique et de montée du chômage. Le président zimbabwéen, qui les avait jusqu'alors défendu, vit mal leur soutien à la nouvelle formation de l'opposition, le Mouvement pour le changement démocratique. Dépassé par le mouvement d'occupation de terres, Mugabe tente de sauver la face en officialisant les expropriations et en installant sur les terres réquisitionnées des proches du régime, officiellement anciens combattants de la guerre d’indépendance. Ceux-ci n’ont cependant pas les connaissances ni le matériel nécessaires pour cultiver leurs lopins et beaucoup de terres restent en friches. Des dizaines de milliers d'ouvriers agricoles perdent leur emploi et la production chute.
Mugabe est désavoué lors d’un référendum sur une réforme constitutionnelle. En 2002, il gagne l’élection présidentielle lors d’un scrutin dont l’honnêteté est contestée. En 2003, une grave crise agraire et politique éclate à la suite de l’expropriation par Mugabe des fermiers blancs. Une crise politique survient quand les mouvements d’opposition comme la MDC sont réprimés et les élections truquées.
À la suite d'une campagne intensive des mouvements des droits de l’Homme, des Britanniques et de l’opposition, le Commonwealth impose des mesures de rétorsion contre les principaux dirigeants du Zimbabwe. Au sein du Commonwealth, Mugabe reçoit cependant le soutien de plusieurs pays africains et dénonce des mesures prises à l’instigation des pays « blancs » (Canada, Grande-Bretagne, Australie). L’opposition locale du MDC est réprimée. En 2004, le pays ne peut plus subvenir à ses besoins et 70 % de la population se retrouve sans emploi. Le Zimbabwe se retire du Commonwealth. Le pays est alors au bord de la famine, ce que chercherait à dissimuler le régime. Le pays apparait dans la liste du nouvel « axe du mal » rebaptisé « avant poste de la tyrannie » par Condoleezza Rice en 2005.
En 2005, le parti de Robert Mugabe, la ZANU, remporte les élections législatives sur fond de violence et de fraudes électorales face à un MDC divisé et affaibli. Entre 120 000 et 1 500 000 habitants des bidonvilles d'Harare, bastions de l'opposition, sont expulsés à la fin du printemps lors de la destruction de leurs habitations sur ordre du gouvernement ; c'est l'opération Murambatsvina (en). Adoption d'une réforme constitutionnelle restreignant les droits de propriété et permettant au gouvernement de priver n'importe qui de passeport pour des raisons « d'intérêt national ». Afin de gagner l'appui de la population, Mugabe persécute la minorité ndébélé[réf. nécessaire]. Nombre d'entre eux fuient en Afrique du Sud. On empêche les propriétaires de terres d'aller en appel au sujet de leur expropriation. Un Sénat de 66 membres est créé mais celui-ci est soupçonné d'être une simple chambre d'enregistrement au service du président Mugabe. L'inflation dépasse les 1 000 % en 2006, et les 100 000 % en 2007, alors qu'a lieu une purge au sein de l'armée. L'exode de la population vers les pays voisins s’accélère.
En 2008, les élections présidentielle et législatives du 29 mars constituent un revers pour la ZANU. Le MDC remporte la majorité absolue des sièges à l'Assemblée nationale (109 élus contre 97 élus à la ZANU). Publiés le 2 mai, le résultat de l’élection présidentielle est contesté. En obtenant officiellement près de 48 % des suffrages en dépit des fraudes, Morgan Tsvangirai devance néanmoins Robert Mugabe (43 %). Lors de la campagne du second tour, le pays est le théâtre de violences politiques continues marquées par des exactions commises par la police contre des membres de l'opposition et leur famille mais aussi par l’arrestation de ses principaux chefs. Dans ce climat de terreur, Morgan Tsvangirai décide à cinq jours du second tour de l’élection présidentielle de boycotter celle-ci, permettant ainsi à Robert Mugabe d’être réélu. L’inflation dépassant les 10 millions de % en rythme annuel, l'édition de billets de 100 milliards de dollars zimbabwéens (environ 3 EUR fin juillet 2008) devient nécessaire. La population est contrainte de revenir à une économie de troc et à la marche à pied : il n'y a plus de gazole pour faire rouler les bus,. 
De plus, à partir du mois d'août, une épidémie de choléra sévit dans le pays ; elle fait, selon l'OMS, 2 971 morts, pour 56 123 personnes contaminées (chiffres officiels au 27 janvier 2009). Toujours d'après l'OMS, jusqu'à la moitié des 12 millions de Zimbabwéens sont susceptibles de contracter la maladie en raison de l'insalubrité des conditions de vie dans le pays. En 2009, sous la pression de l'ONU quant aux fraudes concernant l'élection présidentielle, Robert Mugabe décide de partager le pouvoir avec son opposant et rival personnel Morgan Tsvangirai, chef du Mouvement pour le changement démocratique (MDC).
En avril 2010, Mugabe reçoit le président de l'Iran, Mahmoud Ahmadinejad, avec lequel il conclut huit accords commerciaux entre les deux pays. Cette visite n'est pas bien perçue par l'opposition et par le reste du monde.
Le 16 mars 2013, le Zimbabwe a adopté par référendum une nouvelle Constitution qui a pour but affiché de moraliser la vie politique. Le président Robert Mugabe et son premier ministre Morgan Tsvangirai appellent à voter oui. Le texte prévoit de limiter les prérogatives présidentielles, mais le chef de l'État conserve le pouvoir de nommer tous les acteurs importants. Seule la durée de la fonction est réduite à deux mandats de cinq ans.

#### Coup d'État de novembre 2017

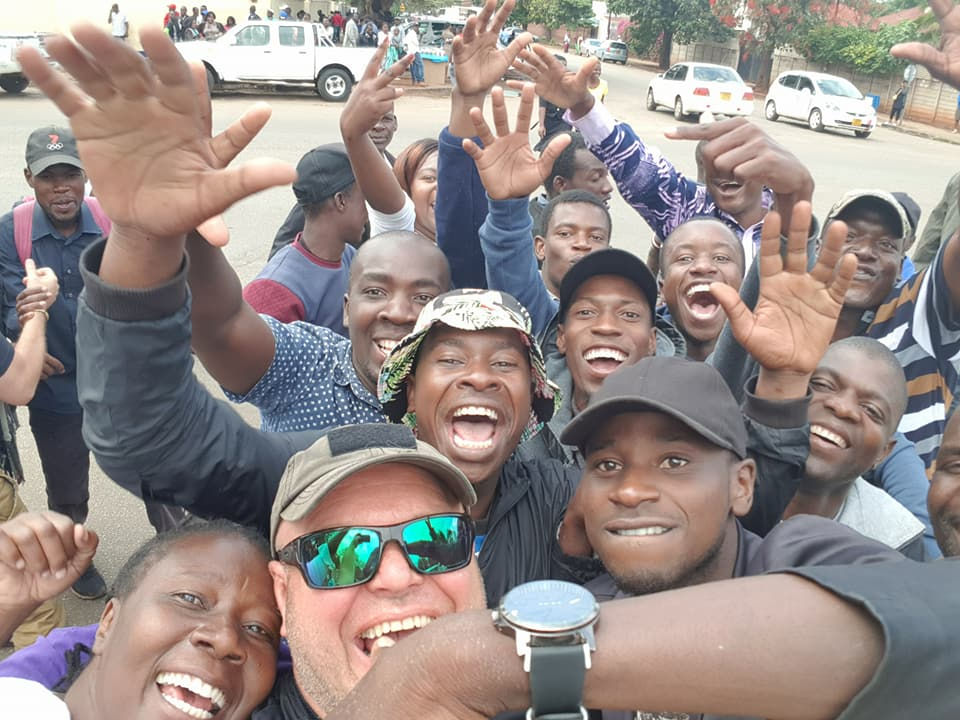
Manifestation le 19 novembre 2017.

En raison de l'âge avancé du président Robert Mugabe, qui célèbre ses 93 ans en février 2017 et est le dirigeant le plus âgé du monde, la question de sa succession devient une question importante de la vie politique zimbabwéenne. Robert Mugabe révèle qu'il souhaite voir son épouse Grace Mugabe lui succéder. Il écarte du parti ZANU-PF et du gouvernement les rivaux potentiels de cette dernière. Grace Mugabe, connue pour ses goûts de luxe et sa brutalité, est toutefois impopulaire. Le 4 novembre, Robert Mugabe annonce qu'il souhaite que son épouse devienne vice-présidente. Le 5 novembre, celle-ci lui demande publiquement de lui céder directement la présidence de la République. Le limogeage du vice-président Emmerson Mnangagwa, le 6 novembre 2017, a ainsi pour objectif de conforter la première dame, mais déplaît aux forces armées.
Le 15 novembre 2017, le général Sibusiso Moyo annonce à la télévision nationale prendre le contrôle des rues afin « d'éliminer des criminels proches du président Mugabe » et affirme également que l'armée ne mène pas de coup d'État contre le gouvernement. Robert Mugabe et sa femme Grace sont placés en résidence surveillée par les militaires. L'Afrique du Sud, inquiète pour son sort, envoie deux émissaires rencontrer sa famille ainsi que les responsables militaires. L'Union africaine, l'Union européenne ou le Nigeria lancent un appel à la paix. Néanmoins, aucun désordre n’est observé,.
Le 16 novembre 2017, Robert Mugabe continue de se considérer comme le seul dirigeant légitime du Zimbabwe et refuse la médiation du prêtre catholique Fidelis Mukonori. Cependant, le 21 novembre 2017, il finit par démissionner.
Le bilan présidentiel de Robert Mugabe est très négatif. Il laisse derrière lui un pays ruiné, la ZANU-PF dominant tous les secteurs du pays depuis plusieurs décennies, et marqué par les violations des droits de l’Homme et de la liberté d’expression commises par son pouvoir.

### Présidence d'Emmerson Mnangagwa (depuis 2017)
Emmerson Mnangagwa regagne le Zimbabwe le 22 novembre 2017 et déclare qu'« aujourd'hui, nous voyons naître une nouvelle démocratie ». Mnangagwa est désigné président intérimaire et doit prêter serment dans les deux jours. La date du serment est cependant repoussée au 24 novembre 2017. Il conserve ses fonctions jusqu'à la tenue de l'élection présidentielle de 2018 au cours de laquelle il porte les couleurs de la ZANU-PF et est donc le candidat favori à sa propre succession. Il emporte de justesse l’élection présidentielle au premier tour, sur fond de soupçons de fraude. Les résultats sont contestés par l'opposition mais la Cour suprême du Zimbabwe confirme finalement la victoire de Mnangagwa, faisant de lui le nouveau président élu après Mugabe,. Le début de l'année 2019, dans un contexte de crise économique et d'absence d'avancées démocratiques, est marqué par de violentes manifestations, durement réprimées.
Le pays est de nouveau candidat au Commonwealth ,
En 2019, après une campagne agricole particulièrement mauvaise en raison de la sécheresse, 2,5 millions de Zimbabwéens « s'acheminent vers la famine » selon le programme alimentaire mondial. Comme le reste de l’Afrique australe, le Zimbabwe est soumis depuis plusieurs saisons à des épisodes récurrents de sécheresse, aggravés par le réchauffement climatique, qui pèsent sur la sécurité alimentaire de la population et de la faune. En octobre, l’ONU évalue à 7,7 millions le nombre de personnes qui seront menacées par la famine en 2020.

## Politique et organisation sociale
Le Zimbabwe est officiellement une république présidentielle, dans laquelle le droit de vote est accordé à tous les citoyens de plus de 18 ans. Le président est à la fois le chef de l’État et le chef du gouvernement. Le régime de l'ex-président, Robert Mugabe, au pouvoir pendant presque 30 ans, a été accusé de graves violations des droits de l'homme. Son successeur depuis novembre 2017, Emmerson Mnangagwa, imposé en douceur par l'armée zimbabwéenne, maintient une répression de l'opposition, d'autant que le pays est confronté à une situation économique difficile : électricité rationnée, pénurie d'essence, pénurie de médicaments, pénurie de produits de base.

### Réforme agraire
Pris en tenaille entre les vétérans de la guerre de libération et l'opposition, le président Mugabe avait mis en œuvre une réforme agraire dans les années 2000 visant essentiellement les grands fermiers du pays, spécifiquement les fermiers blancs qui avaient été maintenus sur leurs terres au moment de l’indépendance. Certains propriétaires terriens ont tenté de s'opposer à l'expropriation de leurs terres en saisissant la Southern African Development Community Court, néanmoins le gouvernement rejette toutes accusations de discriminations en affirmant que les redistributions de terre visent à corriger des inégalités. En effet, alors que l'indépendance du pays remonte à 20 ans, environ un tiers des terres du pays sont en la possession des fermiers blancs descendants de colons. De nombreuses violences émaillent toute la période de mise en application de la réforme agraire, provoquant au moins 30 morts. Le gouvernement prend le parti d'étouffer les suites judiciaires de ces violences, notamment en forçant à la démission Anthony Gubbay (en), président de la Cour suprême, après qu'il eut tranché une affaire en faveur de fermiers blancs. Robert Mugabe et son parti sont confrontés à des accusations de complicité à l'international, notamment dans la presse, également par une décision de justice d’un tribunal régional pour l’Afrique australe de décembre 2008.
La réforme agraire, conjuguée à la corruption et au népotisme généralisés, ont des conséquences catastrophiques sur la situation alimentaire du pays. Après les élections truquées de 2002, le pays est exclu du Commonwealth. En conséquence de cet événement et de la levée de boucliers que cette politique ont provoquée dans le monde, les autorités zimbabwéennes dénoncent un complot des « pays blancs » (notamment ceux du Commonwealth, le Canada, le Royaume-Uni, et l'Australie). En 2005, il reste encore environ 400 fermiers blancs au Zimbabwe, sur 4 500 avant la réforme agraire. Le président Mugabe exprime alors son souhait de les « chasser » à court terme. En 2005, le parti au pouvoir, le ZANU-PF lança une campagne appelée « Tous les Blancs dehors en 2005 »[réf. nécessaire].
En juillet 2007, Mugabe et son parti, le ZANU-PF, proposent au parlement de voter une loi qui interdit toute fusion, restructuration ou acquisition d’une entreprise si 51 % de son capital n’était pas en possession de Zimbabwéens noirs. Puis, en septembre 2008, un accord conclu avec l’opposition du MDC fait quelque peu marche arrière sur la confiscation des fermes des Blancs, bien que le ministre de la Justice affirme le contraire, que l’accord souligne le caractère raciste-colonialiste de la répartition précédente des terres, et qu’aucune restitution ne se ferait en tant que telle.
En décembre 2008, le Zimbabwe rejette le jugement du tribunal de la Communauté de développement d'Afrique australe qui a estimé que les confiscations de terres menées au Zimbabwe étaient discriminatoires,, racistes et illégales et que les fermiers devaient être dédommagés. En juin 2011, en vertu de la disposition prévoyant l'application des décisions du tribunal de la SADC dans les pays membres, la Haute cour de Pretoria en Afrique du Sud, saisie par d'anciens fermiers zimbabwéens expropriés, juge que les biens appartenant à l'État zimbabwéen dans le pays peuvent être saisis et mis en vente afin d'indemniser les victimes d'expropriation. En application de cette décision, trois propriétés du gouvernement zimbabwéen en Afrique du Sud sont saisies en vue de leur vente par enchère publique.
En octobre 2017, Chris Mutsvangwa (en), président de la Zimbabwe National Liberation War Veterans Association (ZNLWVA), organisation groupant des Noirs qui avaient combattu militairement le régime rhodésien, demande le retour des Blancs expatriés et leur offre de prendre part au prochain gouvernement, le G40 (en) (Generation 40) ayant, selon lui, fait du pays une terre brûlée.

### Santé
Le Zimbabwe est un pays sujet à de nombreuses maladies. Le pays a souvent dû faire face à de fortes épidémies, à l'instar de l'épidémie de choléra de 2008 au Zimbabwe, ou plus récemment celle de 2018. Dans les années 1980-1990, le système de santé du Zimbabwe était réputé comme l'un, si ce n'est le meilleur d'Afrique. Néanmoins, le système sanitaire zimbabwéen a grandement perdu en qualité actuellement[Quand ?] et est en situation de crise permanente.

### Provinces

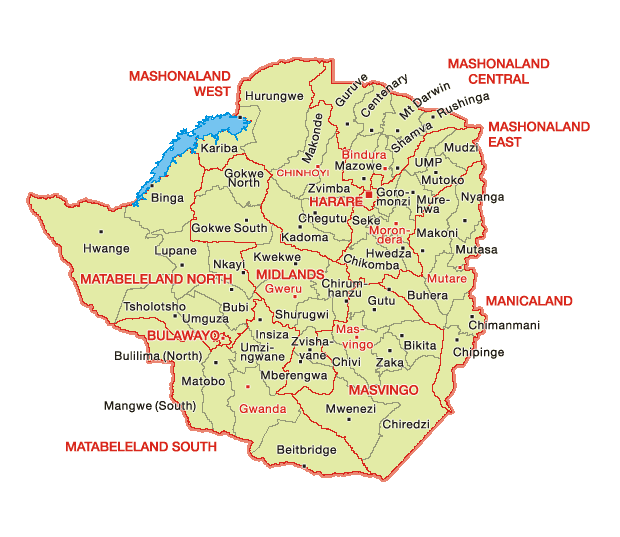
Carte détaillée des provinces et villes du Zimbabwe.

Le pays est divisé en huit provinces :
- Manicaland ;
- Mashonaland central ;
- Mashonaland occidental ;
- Mashonaland oriental ;
- Masvingo ;
- Matabeleland septentrional ;
- Matabeleland méridional ;
- Midlands.

Le Zimbabwe compte aussi deux villes qui ont le statut de province : Bulawayo et Harare.

## Forces armées
Le Zimbabwe dispose d'une force de défense (en) constituée de 29 100 actifs et de 21 800 paramilitaires sous ses drapeaux.
Le commandant en chef est le président de la République. Les forces armées disposaient en 2006 d'un budget de 60 millions de dollars, soit 3,8 % du PNB.

## Démographie
La population du pays est estimée à 14,55 millions d’habitants en 2016, un triplement depuis 1960. Ravagé par le sida, l’épidémie a fait baisser l’espérance de vie depuis les années 1980 jusqu'au début des années 2000 avant que celle-ci ne remonte dans les années suivantes vers 60 ans. Le taux de mortalité est remonté au niveau élevé de 17,9 pour mille, soit un niveau comparable à celui de l'Afrique australe (17 pour mille). Le nombre moyen d'enfants par femme, ou indicateur conjoncturel de fécondité est de 3,15, correspondant à un taux de natalité de 27,7 pour mille. Le taux d'accroissement démographique est donc ralenti à environ 1 % par an ou 9,8 pour mille.
Au moins 99 % de la population est constituée de noirs africains, liés surtout aux ethnies Shona et Ndébélé. Il y avait 140 000 blancs (appelés Rhodésiens) en 1986, mais la politique agraire de reprise des terres fait baisser ce chiffre à environ 30 000 en 2013, essentiellement des descendants de colons britanniques, afrikaners et portugais. Au début des années 1960, il y avait au moins 5 % de blancs Européens, mais avec les violences liées au conflit pour l'indépendance, le pourcentage de blancs va vite diminuer, pour atteindre moins de 2 % de la population en 1979 : de nombreux blancs partirent pour l'Afrique du Sud, l'Australie, la Nouvelle-Zélande, le Canada, et le Royaume-Uni. En 2018, les blancs étaient entre 25 000 et 30 000 au Zimbabwe, soit environ 0,2 % à 0,3 % de la population du pays.

### Langues
Les principales langues sont :
- l'anglais — dont l'usage est national : 82% de la population parle anglais ou a des notions d'anglais[80] (bien que ce ne soit la langue maternelle que de 2,5 à 5% de la population[81],[82]),
- le ndébélé, le shona (ou sa proche variante du sud, le lozi) — largement parlés, et longtemps les seules à bénéficier du statut de « langues officielles »[83].

Cependant la nouvelle Constitution de 2013 reconnaît désormais 16 langues officielles et ajoute aux trois premières :
- le kalanga, le ndau (ou shona du sud) — langues activement soutenues dans l'éducation ;
- le chewa (ou chichewa), le chitonga, le shangani (ou tsonga), le tswana, le venda — langues dispersées ;
- le nambya et la langue des signes zimbabwéenne — langues minoritaire en développement ;
- le chibarwe, le tsoa (en) (ou tschwa, variante du tswana) — langues en danger d'extinction ;
- le khoïsan, le sotho du Nord et le xhosa — autres langues minoritaires issues d'ethnies frontalières.

Deux autres langues bantoues minoritaires ont un usage vigoureux mais ne sont pas reconnues : le dombe (proche du nambya reconnu au Zimbabwe) et le kunda (plus proche du nyungwe reconnu au Mozambique que du chichewa reconnu au Zimbabwe). Un pidgin bantou est également utilisé comme langue secondaire.
Enfin l'afrikaans est parlé par environ 50 000 personnes, en partie par des blancs, mais aussi par des noirs et métis zimbabwéens (dont 4 500 de langue maternelle), et le gujarati est parlé par environ 19 000 personnes d'origine indienne (surtout venues lors de l'ancienne colonisation britannique).

### Religions
Les principales religions sont le christianisme (87 %), dont 67,1 % de protestants et 18,7 % de catholiques, et l'animisme (3,8 %). Les personnes sans religion représentent environ 7,9 % de la population.
La Convention baptiste du Zimbabwe a été officiellement fondée en 1963. En 2016, elle comptait 380 églises et 40 000 membres.
Une partie des Zimbabwéens furent marqués par les idées marxistes, implantées autrefois au Mozambique voisin et en Angola, qui encourageaient l’athéisme, ces deux pays étant aussi en lutte contre le Portugal pour obtenir l'indépendance. Au Zimbabwe, le combat pour l'indépendance s'étala entre 1965 et 1980. Le pourcentage d'agnostiques (personnes qui doutent de l'existence de Dieu) est lui aussi important.

### Femmes
Début 2019, plusieurs associations zimbabwéennes estiment que la moitié des femmes du pays ont été victimes de violences physiques et sexuelles. Par ailleurs, le taux de mariage des filles de moins de 18 ans est de 32 %.

## Économie

### Contexte contemporain

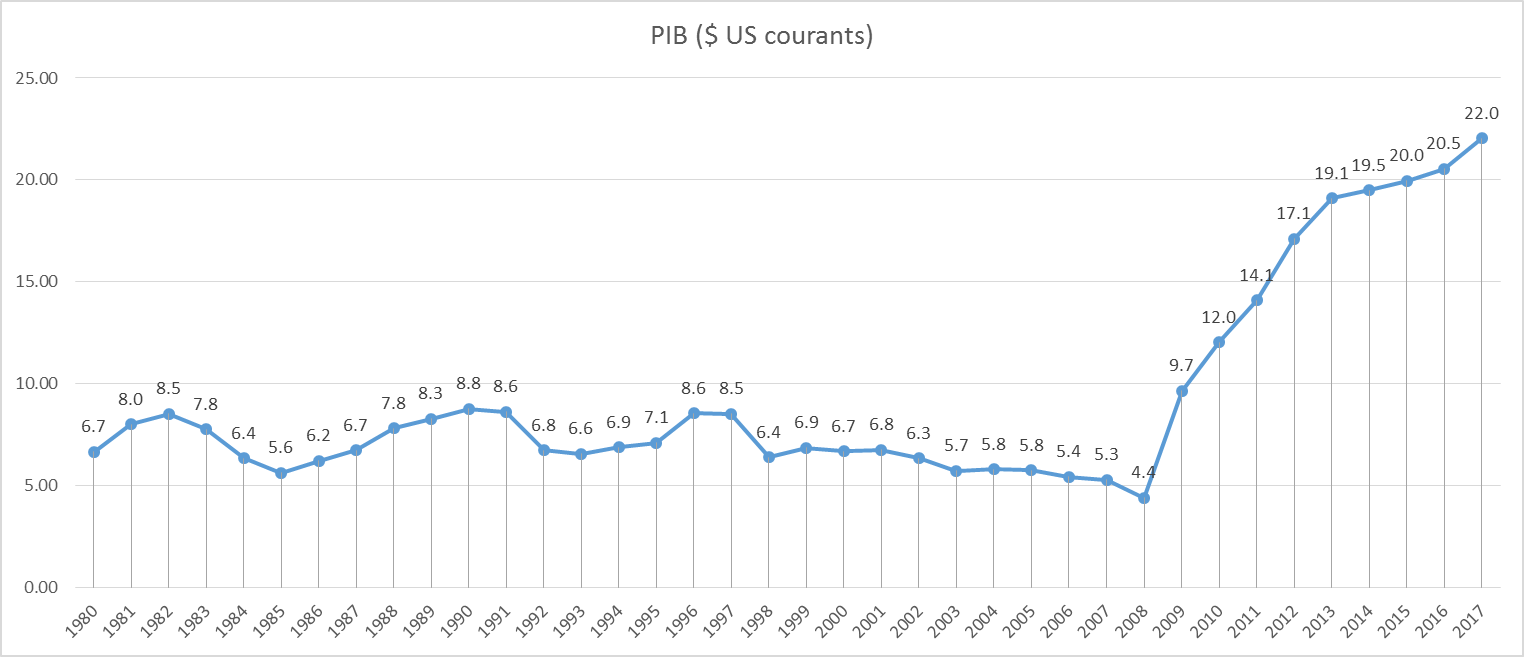
Variations du PIB du Zimbabwe, 1980-2017 en milliards de dollars.

Dans les années 1980, le Zimbabwe est parfois désigné comme le « Joyau de l'Afrique », en raison de sa prospérité,,. Jusqu'au début des années 1990, le Zimbabwe était le pays le plus industrialisé d'Afrique australe, après l'Afrique du Sud. À la fin des années 1990 et au début des années 2000, le pays connaît une terrible crise économique, accompagnée d'hyper-inflation ; durant cette même période, son secteur manufacturier passe de 27 % à 15 % du PNB. La « dollarisation » de l'économie permet cependant, à partir de 2009, la relance de l'économie.
L'implication du pays dans la guerre en République démocratique du Congo avait des motivations économiques, notamment la volonté de sécuriser la dette contractée par la RDC envers le pays et certains, au Zimbabwe, ont fait fortune grâce aux minerais du Congo, dont, semble-t-il, le président Mnangagwa lui-même.
En 2024, le Zimbabwe est classé en 118e position pour l'indice mondial de l'innovation.

### Agriculture
Le secteur de l'agriculture a connu une répartition des terres entre en 1999 et 2000. En 2000, 4 500 fermiers blancs possédaient encore à cette date environ 70 % des terres cultivables du pays cultivant blé, arachides et tabac et dont le chiffre d’affaires représentait plus de 50 % du PIB. Surnommé le grenier à blé de l’Afrique, le pays participait en tant que fournisseur de denrées au Programme alimentaire mondial (PAM). Depuis, par l’expropriation des fermiers blancs, la moitié de ces terres ont été morcelées ou redistribuées à des fermiers zimbabwéens ou à des amis du régime. De nombreux blancs ont alors émigré vers l’Australie, la Zambie, l’Afrique du Sud ou l’Angleterre. Le pays est au palmarès des huit premiers producteurs de coton d'Afrique de l'est, du sud et du nord au milieu des années 2010. C'est également le septième au palmarès des producteurs africains de thé au début de la décennie 2010, dominé par le Kenya.

### Ressources minières
Le Zimbabwe est aussi un grand pays minier (or, platine, diamant, chrome). L’exploitation faite à l’aide de capitaux privés s'est effondrée, une grosse partie de l’exploitation se fait maintenant clandestinement.[réf. nécessaire] De nouvelles mines de diamants ont été découvertes en 2006, dont l'exploitation profite essentiellement et clandestinement aux forces de sécurité, armée et police secrète.
Pour sa part, le président Mugabe voit dans la raison de cette crise économique les sanctions imposées au pays par les États-Unis et l’Union européenne en raison des atteintes aux droits de la personne.
Le Zimbabwe est en 2023 le cinquième producteur mondial de minerai de lithium ; il dispose des plus importantes réserves du continent africain. Il pourrait être en mesure de répondre à 20 % de la demande mondiale dans les années à venir. Sept projets d'exploration et d'exploitation minière du lithium sont menés par des entreprises chinoises, qui ont investi dans le pays plus d'un milliard de dollars entre 2021 et 2023. Le gouvernement du Zimbabwe a pris en 2023 la décision d'interdire les exportations de lithium brut. Il estime à 1,7 milliard d'euros la perte subie par le pays du fait de l'absence d'industrie de transformation du lithium. Il a conclu en 2024 avec les investisseurs chinois Eagle Canyon et Pacific Goal Investment un projet de 13 milliards de dollars pour la construction d'un parc industriel destiné à produire des batteries au lithium dans le pays. Mais il devra combattre l'extraction artisanale du lithium par des mineurs locaux, qui passent en contrebande le précieux minerai à travers la frontière, sans que l'État touche sa part.

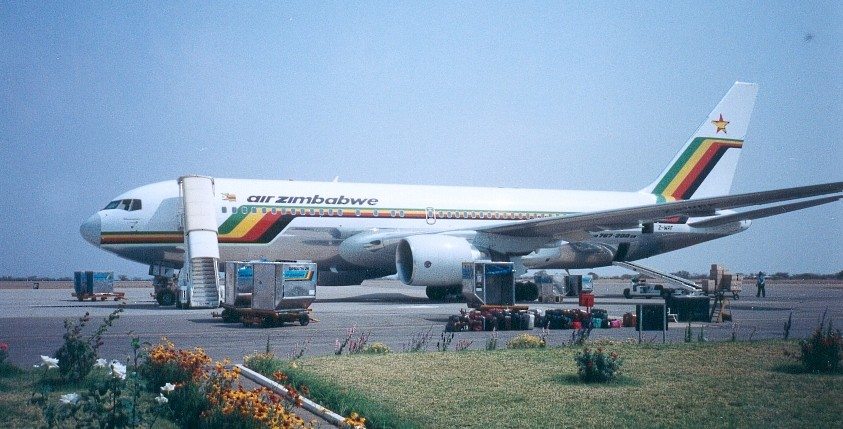
Avion d'Air Zimbabwe.

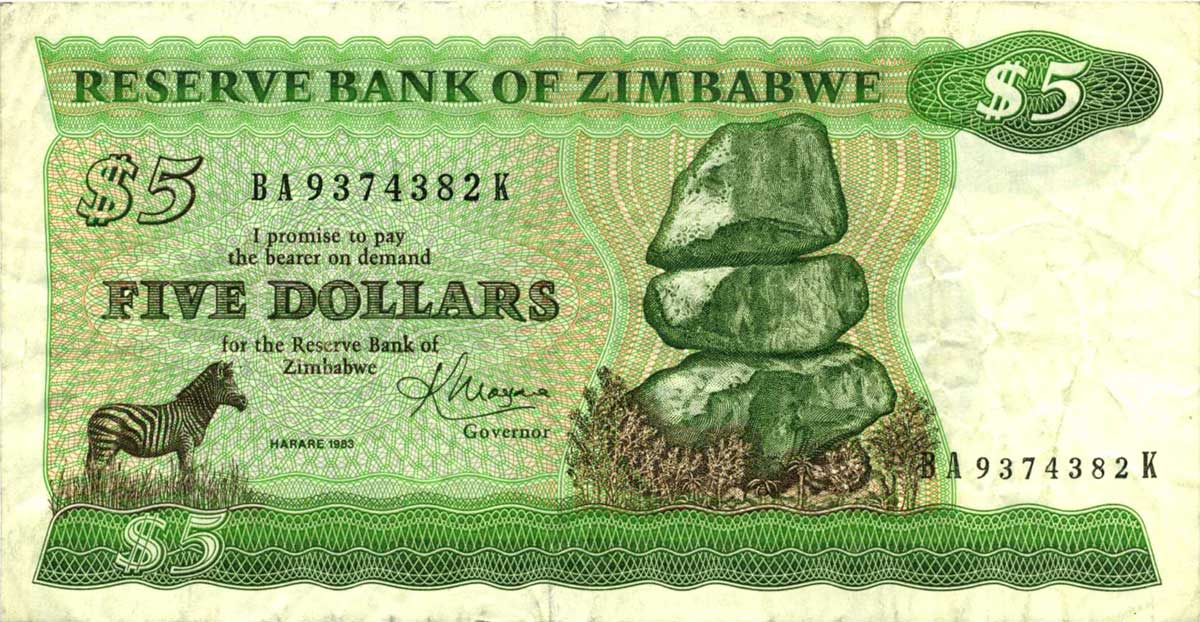
Billet de 5 dollars zimbabwéen, 1983.

### Inflation
L'inflation était de 32 % en 1998, 59 % en 1999, 208 % en février 2002 de 1 042,9 % en mai 2006, et de plus de 100 000 % en janvier 2008. Le taux d'inflation annuel (entre juillet 2007 et juillet 2008) atteint environ 231 000 000 %, ceci étant considéré non plus comme de l'inflation mais comme de l'hyperinflation. Le 31 juillet 2006, le gouvernement annonce la réévaluation de 99 000 % de sa monnaie. De nouvelles coupures sont alors mises en circulation et durant trois semaines, les deux auront cours. Cette réévaluation ne devait cependant en rien enrayer la grave crise économique, où le taux de chômage est d’environ 70 %. La raison d’être de cette opération est très vraisemblablement purement cosmétique, en faisant croire que les prix ont baissé. C’est ainsi que dans une publicité télévisée du gouvernement, on voit une femme au foyer annoncer qu’un pain « ne coûte désormais plus que 200 dollars » alors qu’auparavant il coûtait 200 000 $. Une autre raison est que pour certaines transactions, les systèmes informatiques n'arrivaient plus à gérer des chiffres trop élevés. Le Zimbabwe a battu un nouveau record d’inflation en janvier 2007 à 1 593 % en rythme annuel, quelques jours après l’annonce du limogeage du ministre des Finances, Herbert Murerwa, remplacé par Samuel Mumbengegwi. L’inflation pour le mois de mars 2007 serait de 2 200 %. En août 2007, 2 litres d'huile de cuisine coûtent 400 000 dollars zimbabwéens, environ 2,8 US$ ou 2 €. La devise américaine s’échange officiellement contre 252 ZWD mais vaut près de 100 000 000 000 ZWD au marché noir (juillet 2008). En janvier 2008, le taux de l’inflation annuel atteint le chiffre record de 100 580,2 % alors que le taux de chômage approche les 80 %. Le dollar zimbabwéen ayant perdu toute sa valeur, les échanges se font de plus en plus souvent en rand sud-africain, en pula du Botswana ou en dollar américain. En juillet 2008, le taux de l’inflation annuel atteint 231 000 000 %.
En janvier 2009, à la suite d'une trop grande inflation, le dollar zimbabwéen est abandonné et la monnaie officielle du Zimbabwe devient le dollar américain.

### Tourisme

Les chutes Victoria.

Le secteur touristique est en développement depuis 2011. Le nombre de touristes et les recettes associées sont en progrès. En 2015, le pays a accueilli plus de deux millions de touristes et généré 886 millions de dollars.

### Relations économiques internationales
La Chine est le premier partenaire économique du Zimbabwe : elle achète 28 % de ses exportations et en est le premier investisseur. À partir de 2002, alors que les États-Unis et l'Union européenne frappent le pays de sanctions, la Chine y accroît son influence, avec des prêts et des dons. En 2015, le président Xi Jinping y fait une visite officielle, amorçant un plan de coopération de 5,6 milliards de dollars, notamment dans les mines, les travaux publics et les terres. Sur le plan diplomatique, la Chine bloque toutes les sanctions visant le pays au conseil de sécurité des Nations unies. Historiquement, la Chine avait soutenu le ZANU contre le pouvoir blanc pro-occidental de Ian Smith et l'actuel président Emmerson Mnangagwa a été formé en Chine dans les années 1960, tissant des réseaux qui ont grandi au fil des années.

### Transports

#### Aéroports
| Bulawayo Hararé Victoria · Falls |

## Éducation
Depuis les années 1980 les pouvoirs publics maintiennent des efforts soutenus en matière de lutte contre l’analphabétisme. Le Zimbabwe affiche en 2014 un taux d'alphabétisation de 88 % d'après un rapport de l'UNESCO. Le Plan stratégique de l'éducation 2016-2020 met l'accent sur la scolarisation de tous les enfants, en prenant en compte tout particulièrement les communautés et les groupes présentant des vulnérabilités importantes.

## Personnalités zimbabwéennes
- Chipo Chikara, actrice et enseignante zimbabwéenne[111];
- Ekenia Chifamba, activiste pour les droits de l'homme et la protection de l'enfance et fondatrice de l'ONG Shamwari Yemwanasikana[111] ;
- Tendaiishe Chitima, actrice zimbabwéenne[111] ;
- Chipo Chung (1977), actrice zimbabwéenne[111] ;
- Tsitsi Dangarembga (1959), écrivaine zimbabwéenne[111] ;
- Suraiya Essof, humanitaire zimbabwéenne[111] ;
- Chido Govera, militante et entrepreneuse zimbabwéenne, fondatrice de Future of Hope Foundation[111]  ;
- Thembe Khumalo, fondatrice de l'agence de communication Brandbuilder Africa[111] ;
- Helen Lieros, artiste, peintre et galeriste zimbabwéenne[111] ;
- Alexandra Maseko, capitaine de l'équipe nationale féminine de basketball du Zimbabwe[111] ;
- Moreangels Mbizah, zoologue et conservatrice zimbabwéenne[111] ;
- Beatrice Mtetwa (1957), avocate zimbabwéenne[111] ;
- Selmor Mtukudzi (1983), chanteuse zimbabwéenne[111] ;
- Docteur Azza Mashumba, pédiatre zimbabwéenne[111] ;
- Hope Masike (1984), musicienne et joueuse de mbira[111];
- Docteur Thandeka Moyo, chercheuse sur les vaccins du VIH[111] ;
- Ralph Mupita (1972), Président Directeur Général de MTN Group ;
- Agnes Nyanhongo (1960), sculptrice zimbabwéenne ;
- Ayanda Candice Sibanda, militante féministe et activiste pour les droits des personnes albinos[111] ;
- Priscilla Masiyiwa Rongoti, militante féministe et activiste pour les droits sexuels et reproductifs[111] ;
- Irene Staunton, éditrice, chercheuse et écrivaine zimbabwéenne[111] ;
- Kirsty Coventry, championne olympique de natation, ministre des sports, première personnalité africaine et première femme élue à la tête du CIO le 20 mars 2025[112] ;